# Fjärde vågens feminism
| Fjärde vågens feminism |
| --- |
| Women's March on Washington i januari 2017. - Betydelse – feministisk våg av engagemang - Bakgrund – åren kring 2010, våg av vittnesmål om övergrepp och sexism 2017/2018 - Karaktär – påverkad av andra vågen, kritisk mot tredje vågens "naivism" och sexpositivism - Plattform – sociala medier (som hos metoo) |

Fjärde vågens feminism började formeras kring 2012, alternativt under det sena 00-talet. Rörelsen karaktäriseras av ett fokus på att stärka kvinnor, användningen av olika internetplattformar och en medvetenhet kring intersektionalitet. Den föregicks av den tredje vågens feminism.
Genom Metoo-rörelsen lyftes vittnesmål om en utbredd övergreppskultur och sexism, och fokuset på kvinnors trygghet ledde till politisk polarisering.[källa behövs] Kritik riktades även mot den tredje vågens kopplingar till queer- och transrörelsen, liksom mot den form av genusvetenskap som etablerats som akademiskt ämne.[källa behövs] Fjärde vågens feminism har själv blivit kritiserad för överdrivet fokus på kvinnlig svaghet och förenklade orsakssamband.

## Karaktär och utveckling

### Intersektionalitet och relationsfokus

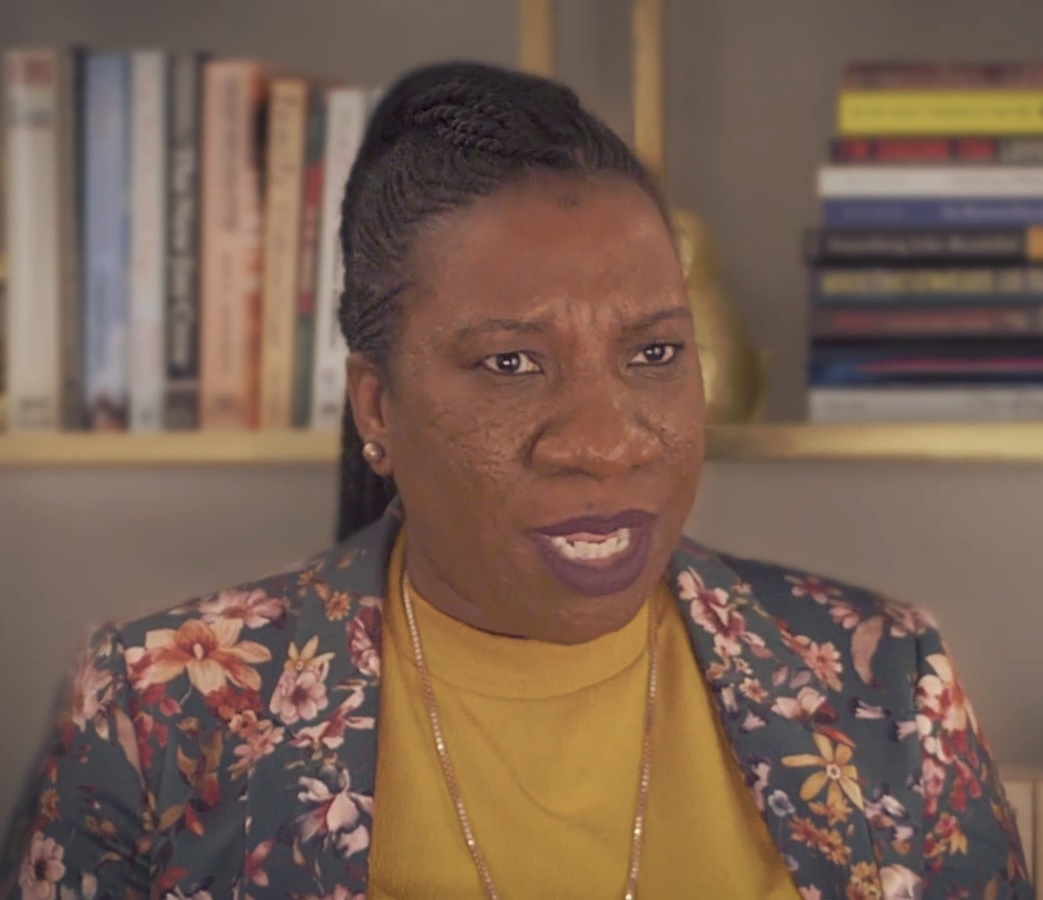
Tarana Burke, som redan 2006 använde "metoo" som symbol för upplevda orättvisor.

Den fjärde vågens feminism växte sig stark under 2010-talet, men har sina rötter från ett decennium tidigare. En viktig utgångspunkt var Tarana Burke, som 2006 började använda sig av begreppet "metoo" som symbol för de  orättvisor, som inte minst svarta kvinnor i USA upplevde. Som följd av den tredje vågens större uppmärksamhet kring olika orättvisor har även den fjärde vågen kännetecknats av ett större fokus på intersektionalitet.
Under denna tid[när?] har diskussionen kring kvinnors roll i relationer lyfts bland annat genom Metoo-rörelsen och en förnyad debatt omkring pornografi och sexualiseringen av samhället. Den fjärde vågen kännetecknas av sitt avståndstagande från den enligt vissa naiva sexpositivism som präglat delar av den föregående vågens feminism. Fokus i aktivismen har varit på sexuella övergrepp och sexuella trakasserier, liksom av våld i nära relationer, objektifieringen av kvinnor och sexism inom arbetslivet.

### Internet, Trump och genus
Den fjärde vågens feminism har i stor utsträckning verkat via Internet, där sociala medier som Instagram och Twitter fungerat som samlingspunkter för aktivismen. Den har av vissa setts som en reaktion mot postfeminismen, vilken argumenterat för att likhet mellan kvinnor och män redan uppnåtts. Samtidigt har den återanvänt vissa delar av den andra vågens idéer, inklusive fokuset på "sexuella övergrepp, våldtäkt, våld mot kvinnor /…/".
I USA har ledarna i rörelsen kring Metoo blivit naturliga talespersoner för denna skärpta och i vissa fall könspolariserade politik. Denna ursprungligen hashtag-baserade aktivism fick ökat fokus i samband med 2016 års val av Donald Trump som USA:s president, och samma månad som han tillträdde som president arrangerades Women's March on Washington. I Spanien skedde en mobilisering kring kvinnors kamp mot mäns våld i samband med uppmärksammade rättsfall.
De feministiska aktivisterna var ofta kritiska till den genusvetenskap som samtidigt etablerats som akademiskt ämne. Denna våg skedde samtidigt som hela stater (som Sverige, under regeringen Löfven) började marknadsföra sin politik som feministisk.

### Polarisering och avmattning
Mellan 2014 och 2018 minskade mängden svenska män över 30 års ålder som identifierade sig som feminister, enligt en Sifo-undersökning från nästan 50 till 25 procent. Samtidigt ökade andelen svenska kvinnor som identifierade sig som feminister. Detta skedde samtidigt som feminismen fick en tydligare koppling till vänsterpolitik och den ökande polarisering på det politiska fältet.
I Sverige minskade mängden uttalade feminister mellan 2021 och 2023 från 30 till 24 procent av väljarkåren (DN/Ipsos-undersökning). Det skedde samtidigt som sympatier för liberalismen minskade till förmån för konservatism. En annan undersökning 2023 (av Yougov) i sju olika europeiska länder antydde att de flesta svarande inte var klara över grundbetydelsen av begreppet feminism. I USA svarade 64 procent av respondenterna i en undersökning från Pew Research Center att feminismen är stärkande (empowering) och 42 procent att den är inkluderande, men 45 procent att den är polariserande och 30 procent att den är föråldrad. I 2022 års upplaga av den svenska Ungdomsbarometern förklarade sig tio procent av pojkarna vara feminister, medan den feministiska identiteten fortfarande var den kanske viktigaste för flickorna inom generation Z.

## Kritik mot den fjärde vågen
Kritik som riktats mot fjärde vågens feminism omfattar dess fokus på kvinnan som offer och dess fokusbrist på individens egna makt. Den ses ibland som en sociala medier-baserad återgång till andra vågens feminism, parad med en nyuppväckt biologism där män och kvinnor är mer olika än lika. Många av de ledande aktivisterna inom den fjärde vågen har identifierat sig som radikalfeminister, och konflikter kring transrörelsen och sexarbete som fenomen (jämför förkortningar som TERF respektive SWERF) har lett till hårda debatter.
Metoo bidrog till en våg av vittnesmål kring utbredd sexism och ouppklarade övergrepp. I efterspelet av den konkreta fasen av Metoo har kritik kommit mot den rättsosäkerhet och det känslostyrda engagemang som uthängningar av personer i sociala medier ibland bidragit till.